# Judit Temes
Judit Temes (Sopron, 10 ottobre 1930 – Budapest, 11 agosto 2013) è stata una nuotatrice ungherese, specializzata nello stile libero.

## Palmarès

### Olimpiadi
- Oro a Helsinki 1952 nella staffetta 4x100 metri stile libero.
- Bronzo a Helsinki 1952 nei 100 metri stile libero.

### Europei
- Oro a Torino 1954 nella staffetta 4x100 metri stile libero.
- Argento a Torino 1954 nei 100 metri stile libero.